# Synandrodaphne
Synandrodaphne es un género botánico con tres especies de plantas pertenecientes a la familia Thymelaeaceae

## Especies seleccionadas
- Synandrodaphne antillana
- Synandrodaphne laxa
- Synandrodaphne paradoxa